# Буторин, Дмитрий Прокопьевич
Дмитрий Прокопьевич Буторин (9 ноября 1908, Мезенский уезд, Архангельская губерния — 20 мая 1951, СССР) — боцман ледокольного парохода «Георгий Седов» Главсевморпути. Герой Советского Союза (1940).

## Биография
Родился 26 октября (9 ноября по новому стилю) 1908 года в селе Долгощелье Архангельской губернии, ныне Мезенского района Архангельской области, в крестьянской семье. Русский.
Окончил 7 классов школы. С 1923 года трудился юнгой на зверобойных промыслах на Канином полуострове, в Белом и Баренцевом морях. В 1927 году, работая в Долгощельской промысловой артели, Дмитрий Буторин первый раз вышел на зверобойку не на скромном промысловом боте, а на ледокольном пароходе: советская власть по-новому организовала промысел морского зверя в Горле Белого моря.
С 1927 года ходил матросом Севторгфлота Архангельского морского порта на судах «Сибиряков», «Русанов», «Георгий Седов», участвовал в экспедиции Арктического института, изучающей морского зверя. Наблюдательный моряк рассказывал ученым-биологам о жизни и поведении гренландского тюленя.
В 1930—1933 годах проходил службу в пограничных войсках ОГПУ СССР. С 1933 года — матрос на судах Главного управления Северного морского пути. С 1937 года — боцман ледокольного парохода «Георгий Седов», участвовал в арктическом дрейфе во льдах Северного Ледовитого океана.
После завершения дрейфа был направлен на учёбу в Промышленную академию в Москву. В 1941 году окончил первый курс, но война прервала его учёбу. В годы Великой Отечественной войны, с 1941 года, ходил боцманом на судах Дальневосточного морского пароходства. С 1943 года — четвёртый помощник капитана теплохода «Клара Цеткин», перевозил грузы по ленд-лизу во Владивосток через Тихий океан. С 1944 года — инспектор Главморпорта народного комиссариата морского флота. С 1945 года вновь ходил помощником капитана на «Клара Цеткин».
Трагически погиб 20 мая 1951 года. Похоронен на Введенском кладбище города Москвы (участок № 2).

## Награды

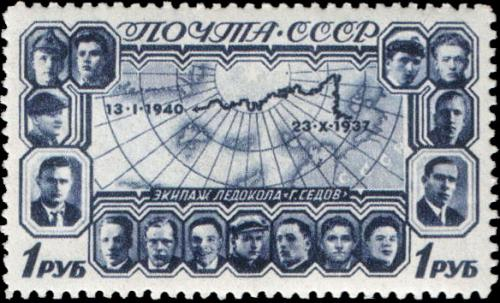
Экипаж ледокола «Георгий Седов»

- Указом Президиума Верховного Совета СССР от 3 февраля 1940 года «за проведение героического дрейфа, выполнение обширной программы исследований в трудных условиях Арктики и проявленное при этом мужество и настойчивость» второму механику ледокольного парохода «Георгий Седов» Буторину Дмитрию Прокофьевичу присвоено звание Героя Советского Союза с вручением ордена Ленина и медали «Золотая Звезда» (№ 234). Согласно этому же Указу ему была вручена денежная премия в сумме 25000 рублей.
- Награждён орденом Ленина (1940), знаком «Почётный полярник».